# Jean Carrère (écrivain)
Pour les articles homonymes, voir Jean Carrère et Carrère.
Jean Louis Antoine Carrère, né le 5 septembre 1865 à Gontaud-de-Nogaret, et mort le 4 octobre 1932 à Nérac, est un poète, écrivain, journaliste, correspondant de guerre et traducteur français.

## Biographie
Bachelier ès lettres, il devient journaliste en 1887, collabore au Figaro, au Gaulois et au Matin (pour lequel il suit la guerre du Transvaal en 1901), et devient également correspondant de journaux italiens en 1902. En 1905, il est correspondant du journal Le Temps en Italie, pays qu'il aime particulièrement et, en 1906, il assiste à la conférence d'Algésiras. De 1922 à 1925, il est professeur au collège Eötvös de Budapest. Il écrit de nombreux articles, poèmes et romans, dont l'un d'anticipation, La Fin d'Atlantis ou le Grand Soir, et traduit des ouvrages de l'italien.
Son activité journalistique lui vaut en 1912 d'être nommé chevalier de la Légion d'honneur par le ministre des Affaires étrangères.
Son épouse, Nelly Carrère (morte en 1925, connue également sous les noms de plume Jean Darcy et Madame Charles Laurent), était écrivaine, journaliste et traductrice d'anglais, d'allemand et d'italien en français.

## Œuvres
- Ce qui renaît toujours, 1891
- La Guerre du Transvaal, Flammarion, 1902
- La Dame du Nord, Grasset, 1909 (d'abord publié sous forme de roman-feuilleton dans Le Figaro du 3 au 10 juin 1899)
- La Terre tremblante - Calabre et Messine 1907-1908-1909, Plon, 1909
- Les Pages d'avant-guerre : l'Impérialisme Britannique et le Rapprochement Franco-Anglais, 1900-1905, 1917
- Les Buccins d'or, Librairie académique Perrin, 1918
- Onze sonnets de la grande épopée, 1918
- Ode triomphale à la gloire de Victor Hugo, 1920
- Les Mauvais Maîtres, Plon, 1922
- Les Chants orphiques, Plon, 1923
- Tu es Petrus, La Revue universelle, t. XIV, 1er juillet 1923
- Manuel des partis politiques, Éditions F. Rieder & Cie, 1924
- Le Pape, Plon, 1924
- La Fin d'Atlantis ou le Grand Soir, Plon, 1926

### Sources
- Atlantides. Les Îles englouties, Paris, Omnibus, 1995